# New Fork River
Der New Fork River ist ein etwa 130 km langer, linker Nebenfluss des Green River im Westen des US-Bundesstaates Wyoming.

## Verlauf
Der New Fork River entspringt in den Lozier Lakes im Hochgebirge der nördlichen Wind River Range im nördlichen Sublette County auf einer Höhe rund 3180 m, etwa 50 km östlich von Bondurant, 35 km nordnordöstlich von Pinedale und 50 km südwestlich von Crowheart. Der Fluss fließt zunächst durch die Bridger Wilderness des Bridger-Teton National Forest in südwestliche Richtung und erhält einige Zuflüsse aus den Seitentälern der Gebirgskette. In den westlichen Ausläufern der Wind River Range durchfließt der Fluss die New Fork Lakes und wendet sich danach in südöstliche Richtung. Im weiteren Verlauf verläuft der Fluss parallel zum Wyoming Highway 352 bis Cora und fließt dann nach Südosten bis Pinedale, der mit Abstand größten Stadt am Fluss. Der New Fork River erhält mit Willow Creek und Duck Creek größere Zuflüsse, unterquert den U.S. Highway 191 und verläuft in nun stark mäandrierendem Verlauf durch das Green River Basin. Von links entwässern sich mit Pine Creek, Pole Creek und Boulder Creek größere Nebenflüsse aus der Wind River Range in den Fluss. Bei Boulder wendet er sich wieder nach Süden, später nach Südwesten und erhält mit dem knapp 96 km langen East Fork River von links seinen längsten Zufluss. Auf den letzten Kilometern mäandriert der New Fork River weiter nach Südwesten, unterquert den Wyoming Highway 351 und mündet etwa 10 km östlich von Marbleton und Big Piney auf einer Höhe von 2069 m in den hier nach Südwesten fließenden Green River. Der New Fork River ist der erste große Nebenfluss des Green River sowie der wasserreichste Zufluss an dessen Oberlauf in Wyoming.

## Hydrologie
Der New Fork River ist als Nebenfluss des Green River Teil des Einzugsgebietes des Colorado River, der in den Golf von Kalifornien entwässert. Das Einzugsgebiet des New Fork River umfasst ein Areal von etwa 3300 km² und grenzt an die Einzugsgebiete von Dinwoody Creek und Bull Lake Creek im Nordosten, Little Wind River und Popo Agie River im Osten, Big Sandy River im Südosten, Alkali Creek im Süden sowie Green River im Westen und Nordwesten. Der mittlere Abfluss am Pegel Big Piney beträgt 20,13 m³/s, die größten Abflüsse finden sich in den Monaten Mai, Juni und Juli. Der New Fork River entwässert nahezu den gesamten zentralen Teil der Wind River Range westlich der kontinentalen Wasserscheide. 

## Belege
1. 1 2 3 4 5  New Fork River. In: Geographic Names Information System. United States Geological Survey, United States Department of the Interior (englisch).
2. 1 2  USGS 09205000 NEW FORK RIVER NEAR BIG PINEY, WY. Abgerufen am 30. Dezember 2024.